# Chlorotettix mansuetus
Chlorotettix mansuetus är en insektsart som beskrevs av Delong 1982. Chlorotettix mansuetus ingår i släktet Chlorotettix och familjen dvärgstritar. Inga underarter finns listade i Catalogue of Life.